# Pootie Tang
Pootie Tang er en amerikansk komediefilm skrevet og instrueret af Louis C.K. og udgivet i 2001. Den var tilpasset fra en komedie-sketch, der først dukkede i på The Chris Rock Show. Karakteren Pootie Tang er en satire over de stereotype figurer, der optrådte i gamle blaxploitation-film. Hans tale er for det meste uforståelig for publikum, men de andre figurer i filmen har ikke noget problem med at forstå ham. I filmen medvirker kendte skuespillere som Jennifer Coolidge, Chris Rock, Kristen Bell og rapperen Missy Elliot.

## Medvirkende
- Lance Crouther – Pootie Tang
- J.B. Smoove – Trucky
- Jennifer Coolidge – Ireenie
- Reg E. Cathey – Dirty Dee
- Robert Vaughn – Dick Lecter
- Wanda Sykes – Biggie Shorty
- Chris Rock – JB/Radio DJ/Daddy Tang
- J.D. Williams – Froggy
- Mario Joyner – Lacey
- Cathy Trien – Stacy
- Dave Attell – Frank
- Laura Kightlinger – Anchor Woman Laura Knight
- Christopher Wynkoop – Sheriff
- Rick Shapiro – Shakey
- Missy Elliott – Diva
- Cole Hawkins – Young Pootie Tang
- David Cross – Pootie Tang Impersonator
- Kristen Bell – Record Executive's Daughter
- Todd Barry – Greasy
- Fabian Celebre – Sleuthy
- Anthony Iozzo – Slobby